# Amílcar de Castro Abreu e Mota
Amílcar de Castro Abreu e Mota (São Paio (Arcos de Valdevez), 1 de dezembro de 1864 — Lisboa, 19 de dezembro de 1949) foi um oficial general do Exército Português e político, que, entre outras funções de relevo, foi Ministro da Guerra do 16.º governo republicano, em funções 15 de maio a 8 de outubro de 1918, e chefe da Casa Militar do Presidente da República Óscar Carmona, de 8 de abril de 1935 até à data da sua morte. Ligado ao sidonismo, foi apoiante da Ditadura Militar e do Estado Novo.

## Biografia
Amílcar Mota foi chefe do Estado Maior do Exército entre 1923 e 1931. Enquanto quartel Mestre do exército contribuiu para a restauração do concelho de Palmela, ocorrida em 1926.
Amílcar Mota é lembrado na toponímia do concelho de Palmela.